# Georg Galzow
Georg Emil Lothar Galzow (* 22. April 1880 in Anklam; † unbekannt) war  preußischer Kriminalpolizeibeamter, Regierungs- und Kriminalrat, Referatsleiter im Reichssicherheitshauptamt.

## Leben
In den 1920er Jahren war er bei der Kriminalpolizei in Berlin tätig. Aus dieser Zeit existiert ein Foto, das ihn auf dem Polizeiball in Berlin 1929 verkleidet als Gauner zeigt. Dieses Bild wurde von einem Pressefotografen, der den Filmkomiker Paul Graetz (1890–1937) in Szene setzen wollte, angefertigt. Im Jahr 1930 wird Galzow im Preußischen Ministerium des Innern, Kriminalpolizeipräsidium Berlin Abteilung VI, als Leiter der Kriminalinspektion H (Streifenbeamtenschaft) geführt.
Mit der Bildung des Reichssicherheitshauptamtes im September 1939 leitete Galzow im Amt V (Reichskriminalpolizeiamt) das Referat C (Erkennungsdienst und Fahndung). Von hier wechselte er als Referatsleiter in den Bereich V B (Einsatz). Sein Vorgesetzter war der Chef des Amtes V, Arthur Nebe. Später wurde Galzow dort im Organigramm vom März 1941 als Regierungs- und Kriminalrat sowie weiterhin Referatsleiter von V B (Einsatz) geführt. Zu den ihm Unterstellten gehörten Kriminalrat Hans Lobbes, als sein Vertreter und zugleich Referatsleiter V B 1 (Kapitalverbrechen), der Kriminaldirektor Ernst Rassow als Referatsleiter V B 2 (Betrug) und Kriminaldirektor Gerhard Nauck, als Referatsleiter V B 3 (Sittlichkeitsverbrechen). Ein Jahr später, 1942 übernahm Galzows Stellvertreter Hans Lobbes die Referatsleitung von V B.
Ab 1943 verlieren sich die Spuren von Georg Galzow.